# ۴۳۹ (قمری)
۴۳۹ (قمری)، چهارصد و سی و نهمین سال در گاهشماری هجری قمری است. اول محرم این سال برابر با چهارم ژوئیه سال ۱۰۴۷ میلادی است.

## زادگان
- محمد معزی، شاعر پارسی